# Guillaume cu Mâinile Albe

Blazon

Guillaume de Blois, numit și Guillaume aux Blanches Mains sau Guillaume de Champagne (n. 1135, Brosse–d. 7 septembrie 1202), a fost un cardinal francez.
Guillaume s-a născut în Brosse, în provincia Île-de-France. Era fiul contelui Theobald al II-lea de Champagne și de Blois, cu Matilda de Carinthia.
A fost episcop de Chartres în 1165, arhiepiscop de Sens (între 1169 și 1176), arhiepiscop de Reims (între 1175 și 1202). În paralel, papa Alexandru al III-lea l-a numit preot cardinal de Santa Sabina în martie 1179; din această poziție, Guillaume a semnat bulele papale între 8 aprilie 1179 și 23 decembrie 1201.
Guillaume a fost cel care l-a uns ca rege pe Filip al II-lea August la Rheims.